# FN49
O fuzil militar FN49 (ou SAFN 1949 de "Semi-Automatique Fabrique Nationale"), muitas vezes referido como FN-49, SAFN ou AFN (versão de fuzil automático) é um fuzil semiautomático projetado pelo projetista belga de armas portáteis Dieudonné Saive em 1947. Foi adotado pelas forças armadas da Argentina, Bélgica, Congo Belga, Brasil, Colômbia, Egito, Indonésia, Luxemburgo e Venezuela.
Embora bem considerado por sua alta qualidade de construção e confiabilidade em comparação com os fuzis da época, sua comercialização foi limitada, pois não foi desenvolvido a tempo para uso na Segunda Guerra Mundial. Um número desconhecido de fuzis FN49 foi produzido como fuzis automáticos de tiro seletivo, mas o pequeno carregador de 10 tiros limitava a utilidade do recurso totalmente automático. O FN49 se viu em competição direta com vários fuzis mais modernos, como o Heckler & Koch G3 e o próprio FN FAL da Fabrique Nationale de Herstal, resultando em vendas limitadas.

## Apresentação
Projetado por Dieudonné Saive na Grã-Bretanha durante a Segunda Guerra Mundial e fabricado pela FN Herstal, foi adotado em 1949. Construído em madeira e aço usinado, funciona por meio da ação de gases, tiro semi-automático e trancamento de culatra por ferrolho basculante.
O carregador da arma continha  a serem alimentados de cima, individualmente ou por meio de clips de 5 cartuchos. A adição de um bocal permite o disparo de granadas defensivas anti-pessoal com uma espoleta ou o disparo de uma granada de carga anti-carro HEAT de carga oca. Para lançar a granada, deve-se girar a tampa do cilindro de gás para fechar o mecanismo de recuperação de gás e usar uma munição especial com uma alta carga de pólvora .30-06 balista. Várias munições .30-06 : BDR (comum em carregadores de clip) Trac (traçante) Aperf (perfurante) Inc (incendiária) festim (festim) balista (tiro de granada) sec plast (munição de segurança com cabeça de plástico eficaz a 100m).

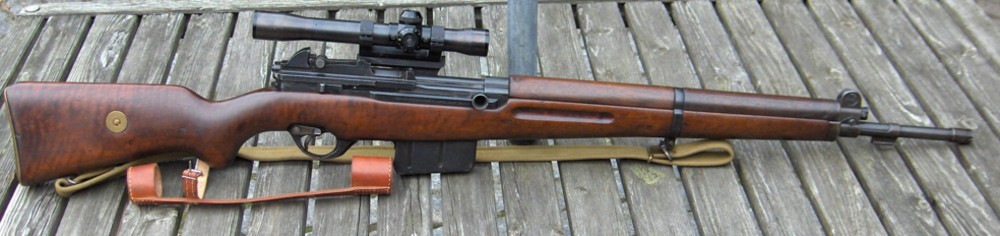
FN-49 egípcio com luneta.

## Variantes

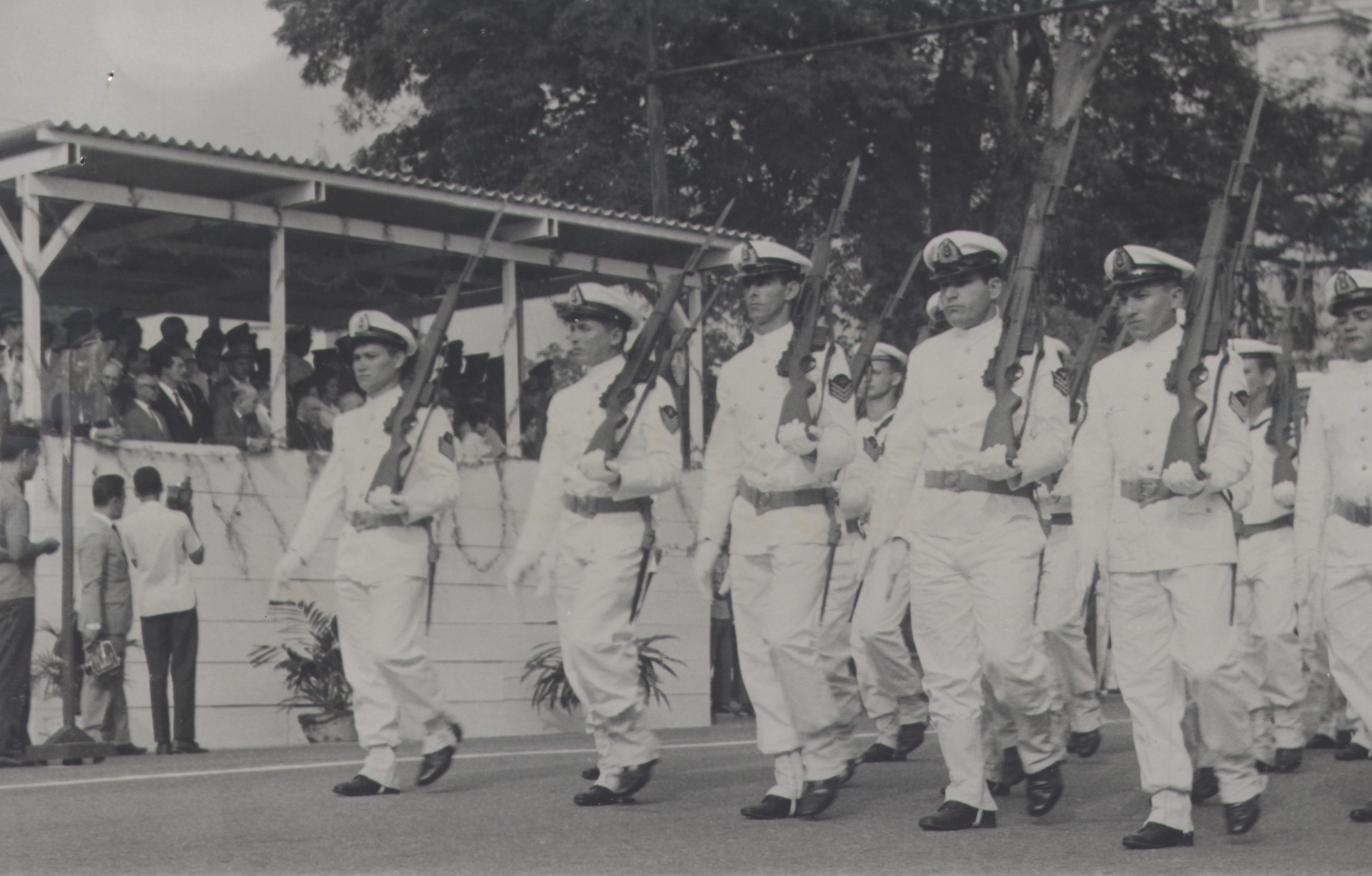
Marinheiros desfilando com fuzis FN49 no desfile do primeiro aniversário do Golpe de 1964, em 1º de abril de 1965.

A arma foi fabricada em vários calibres, mas a empresa belga também criou:
- O AFN 1949 capaz de disparar em rajadas *
- O SAFN de atirador de elite equipado com uma mira telescópica fabricada na Bélgica.

O AFN e o SAFN ainda estavam em uso com a força aérea belga em 1986 (3 Wing Tac, centro de treinamento Koksijde, centro de treinamento St. Trond, as outras bases aéreas operacionais estavam equipadas com FAL e/ou FNC) e a marinha (Zeemacht - Force Navale, ZM-FN) até 1992-93 e foi substituído pelo FAL.
Os arsenais argentinos o recalibraram em 1974 para o 7,62×51mm NATO, adicionando o carregador do BM-59 .

## Produção e distribuição
Mais de 176.000 fuzis SAFN e AFN foram produzidos entre 1948 e 1961. Além dos 50.000 fuzis entregues à Bélgica, 125.000 armas foram entregues aos seguintes países: Argentina, Brasil, Colômbia, RDC, Egito, Indonésia, Luxemburgo e Venezuela. Eles foram usados durante a Guerra da Coreia, La Violencia, a Crise de Suez, a Crise do Congo e a Guerra Civil Dominicana.

## Dados numéricos
| Munição                                      | Funcionamento  | Comprimento | Cano  | Peso vazio | Alimentação | Carregador | Capacidade | Fabricação |
| -------------------------------------------- | -------------- | ----------- | ----- | ---------- | ----------- | ---------- | ---------- | ---------- |
| 7x57mm, 7,65mm Mauser, 7,92x57mm, 0,30-06 US | Semiautomático | 1,116m      | 590mm | 4,31kg     | Clipe       | Fixo       | 10 tiros   | 1949-1970  |

## Guerras
- Guerra da Coreia[2][3]
- Rebelião do Darul Islâmico[4]
- Crise de Suez[2][5]
- Rebelião Permesta[4]
- Revolução da PRRI[4]
- Crise do Congo[2]
- Guerra Civil Dominicana
- Guerra das Malvinas

## Usuários

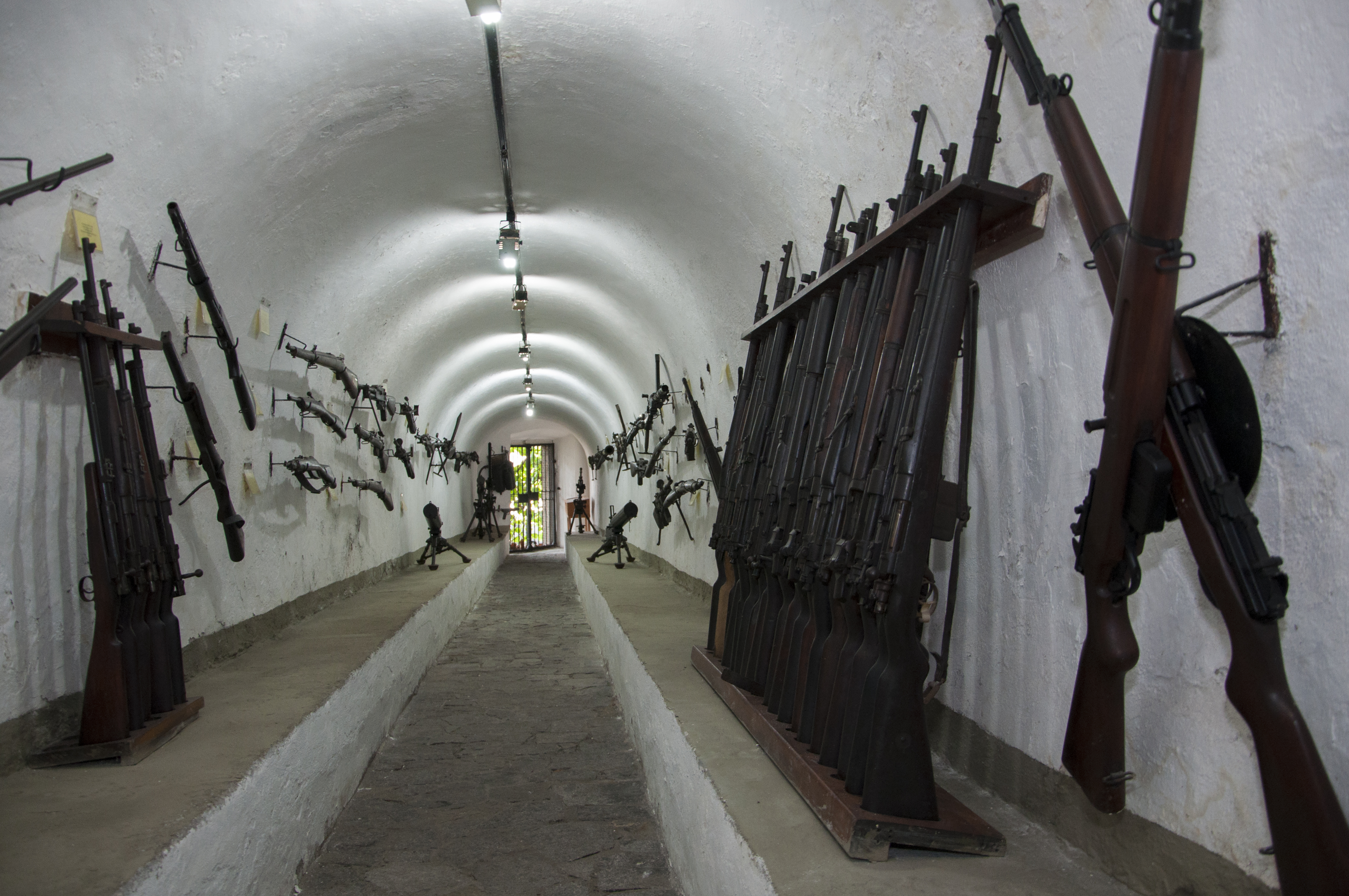
Fuzis FN49 cruzados no Museu do Corpo de Fuzileiros Navais, no Rio de Janeiro.

- Fuzis FN49 cruzados no Museu do Corpo de Fuzileiros Navais, no Rio de Janeiro. Argentina[6]
- Bélgica[6]
- Brasil[6]
- Colômbia[6]
- República Democrática do Congo[6]
- Egito[6]
- Indonésia[6]
- Luxembourg[6]
- Venezuela[6]
- Zaire